# Paolo Mereghetti
 (octobre 2012).
Paolo Mereghetti, né le 28 septembre 1949 à Milan, est un critique de cinéma italien.

## Biographie
Il est l'auteur d'une encyclopédie du cinéma, intitulée Il Mereghetti. Dizionario del film et est critique au Corriere della Sera. Il tient les rubriques de cinéma sur Sette et Io donna et fait partie du comité de rédaction de Linea d'ombra. Il collabore aussi avec la revue Positif.

## Œuvres
- Il cinema secondo Orson Welles, a cura di, Rome, Sindacato nazionale critici cinematografici italiani, 1977.
- Mostra internazionale del cinema. La Biennale di Venezia, 28 agosto-8 settembre 1982, a cura di e con Enrico Magrelli e Emanuela Martini (it), Venise, La Biennale di Venezia, 1982.
- XL Mostra internazionale del cinema. Venezia Mestre, 31 agosto-11 settembre 1983, a cura di, Venise, La Biennale di Venezia, 1983.  (ISBN 88-208-0309-7).
- XLI Mostra internazionale del cinema. Venezia 27 agosto-7 settembre 1984, a cura di, Venise, La Biennale, 1984.  (ISBN 88-208-0319-4).
- XLII Mostra internazionale del cinema. Venezia, 26 agosto-6 settembre 1985, a cura di, Venise, La Biennale, 1985.  (ISBN 88-208-0326-7).
- Bertrand Tavernier, a cura di, Venise, Ufficio attività cinematografiche del Comune di Venise, 1986.
- Dizionario dei film, a cura di, Milan, Baldini & Castoldi, 1993.  (ISBN 88-85988-97-0).
- Dizionario dei film italiani, a cura di, 2 vol., Milano, Video Club Luce - Video Rai, 1994.
- 100 film da salvare (e da vedere), a cura di, Milan, Zelig, 1995.  (ISBN 88-86471-06-8).
- Dizionario dei film 1996, a cura di, Milan, Baldini & Castoldi, 1995.  (ISBN 88-85987-99-0).
- Dizionario dei film. Aggiornamento 1996-1997, a cura di, Milan, Baldini & Castoldi, 1996.  (ISBN 88-8089-189-8).
- Dizionario dei film 1998, a cura di, Milan, Baldini & Castoldi, 1997.  (ISBN 88-8089-195-2).
- Il Mereghetti. Dizionario dei film 2000, Milan, Baldini & Castoldi, 1999.  (ISBN 88-8089-718-7).
- Cinema anni vita. Yervant Gianikian e Angela Ricci Lucchi, a cura di e con Enrico Nosei, Milan, Il castoro, 2000.  (ISBN 88-8033-195-7).
- Il Mereghetti. Dizionario dei film 2002, Milano, Baldini & Castoldi, 2001.  (ISBN 88-8490-087-5).
- Il Mereghetti. Dizionario dei film 2004, Milano, Baldini & Castoldi, 2003.  (ISBN 88-8490-419-6).
- Il Mereghetti. Dizionario dei film 2006, Milano, Baldini & Castoldi, 2005.  (ISBN 88-8490-778-0).
- Il Mereghetti. Dizionario dei film 2008, 3 vol., Milan, Baldini Castoldi Dalai, 2007.  (ISBN 978-88-6073-186-9).
- Orson Welles. Introduzione a un maestro, Milan, Rizzoli, 2008.  (ISBN 978-88-17-02772-4).
- Mondo piccolo, grande schermo. La fortuna internazionale di Giovannino Guareschi, tra cinema e letteratura, a cura di e con Enrico Mannucci, Milan, Fondazione Arnoldo e Alberto Mondadori, 2010.  (ISBN 978-88-85938-43-4).
- Il Mereghetti. Dizionario dei film 2011, 3 vol., Milan, Baldini & Castoldi Dalai, 2010.  (ISBN 978-88-6073-626-0).
- Movie: box. Il grande cinema e la fotografia, a cura di, Rome, Contrasto, 2012.  (ISBN 978-88-6965-348-3).
- Il Mereghetti. Dizionario dei film 2014, 3 vol., Milan, Baldini & Castoldi, 2013.  (ISBN 978-88-6852-058-8).
- Il Mereghetti. Dizionario dei film 2017, 2 voll., Milan, Baldini & Castoldi, 2016.  (ISBN 978-8868529475).